# بيلي باورز
بيلي باورز (بالإنجليزية: Billy Bowers)‏ هو لاعب كرة قاعدة أمريكي، ولد في 25 مارس 1922 في باركين في الولايات المتحدة، وتوفي في 17 سبتمبر 1996 في ويني في الولايات المتحدة.

## وصلات خارجية
- بيلي باورز على موقعبيزبول رفرنس.كوم (الدوري الرئيسي) (الإنجليزية)